# Colibrí cua d'estel petit
El colibrí cua d'estel petit (Lesbia nuna) és una espècie d'ocell de la família dels troquílids (Trochilidae) que habita la selva humida i zones més obertes dels Andes de Colòmbia, oest de Veneçuela, l'Equador, el Perú i oest de Bolívia.